# Reinkarnacija
Reinkarnacija (od latinskog re in caro, ponovo u tijelo, to jest ponovno utjelovljenje) je učenje o ponovnom ili neprestanom vraćanju duha ili duše u tijelo nakon smrti. Srodan pojam je i transmigracija ili palingeneza. Uzrokom vraćanja smatraju se loša djela iz prethodnog života, čiji skup istočna mudrost naziva karma; pojam sličan zapadnom pojmu sudbine. 
Po ovom učenju ljudski duh i duša se mogu utjeloviti i u tijelu životinje ili biljke, što se naziva i metempsihoza. Ovo učenje je najviše zastupano u Indiji, a u širem smislu odnosi se i na periodsko nestajanje i ponovno nastajanje svjetova.
Potječe iz Upanišada, tekstova starih indijskih mudraca. U njima se po prvi put uvodi misao o karmi i seljenju duša. U istočnim religijama izlaz iz ovog kruga ostvaruje se kroz dobra djela iz ljubavi. U budizmu ovaj duhovni cilj se naziva nirvana.
Najpoznatije religije u kojima je reinkarnacija opće prihvaćena su budizam i hinduizam.